# Теория зависимости

Карта мира с указанием зависимых территорий в 2008 году. Обратите внимание, что на этой карте указаны только территории, которые конкретно отнесены к категории "зависимых территорий".

Теория зависимости, или теория зависимого развития, — теория в области смежных социальных наук, в основании которой лежит утверждение о том, что экономическая отсталость и политическая нестабильность слаборазвитых, развивающихся стран является результатом их интеграции в мировую экономику и систематического давления развитых держав. Центральное положение теории зависимости — что неразвитые государства «периферии» беднеют в результате того, что их ресурсы и капитал утекают в богатые страны «центра».
Эта теория имеет определённую близость к понятию неоколониализма.

## Основные положения

### Базовые тезисы и предпосылки создания теории
Согласно замечанию Джона Беллами Фостера: "Именно в документах Коминтерна мы видим первое появление того, что впоследствии было названо теорией зависимости".

Теория зависимости возникла в 1950-х гг. как реакция на неолиберальные экономические взгляды, и стала популярна с 1970-х годов как альтернатива ранних вариантов теории модернизации, которые утверждали: все общества проходят через одни и те же стадии и, таким образом, сегодняшние неразвитые страны находятся в том же положении, что и нынешние развитые некоторое время назад, и поэтому необходимо «помочь» неразвитым обществам как можно быстрее пройти эти предполагаемые стадии с помощью таких средств, как инвестиции, улучшение технологической базы и более тесная интеграция в мировой рынок. Теория зависимости подвергла критике эти положения, утверждая, что неразвитые страны являются не просто «ранними версиями» современных обществ, но обладают своими уникальными особенностями и структурами и, что важно, занимают более слабые позиции в системе мировой экономики, в отличие от стран развитых.
В целом авторы теории зависимости утверждают, что бедность слаборазвитых стран проистекает не от того, что они не интегрированы в мировой рынок (или интегрированы, но «недостаточно»), но от того, что как раз являются его частью:
- Неразвитые страны обеспечивают природными ресурсами, дешёвой рабочей силой и рынками сбыта страны развитые, без чего последние не могли бы поддерживать столь высокий уровень жизни своих жителей.
- Развитые страны воспроизводят структуры зависимости в остальном мире различными способами. Это влияние многогранно, оно включает в себя экономическое воздействие (финансы, патенты на технологии и т. п.), прямое политическое вмешательство (в СМИ, образование, культуру и т. д.), вопросы найма и подготовки рабочей силы и т. п.
- Развитые страны при помощи монополизации рынков, экономических санкций и военной силы активно противостоят попыткам неразвитых освободиться от зависимости.

#### Классификация в рамках теории
Обычно выделяют два направления в теории зависимости:
1. структуралистская школа, представленная работами Р. Пребиша, Ф. Кардозу, С. Фуртадо и А. Пинто[исп.];
2. марксистское течение, к которому относятся П. Баран, П. Суизи, А. Г. Франк, Т. дус Сантус и С. Амин.

Некоторые исследователи, впрочем, указывают на Ф. Кардозу и А. Г. Франка, как занимающих более специфическую позицию.
Также разные точки зрения существуют среди представителей теории относительно ликвидации зависимости или возможности развития в ситуации зависимости. Марксисты полагают только социальную революцию достаточно эффективным средством ликвидации зависимости, а авторы структуралистского подхода имеют отличные, друг от друга, позиции по развитию государства в мировой экономической системе или в условиях автономии, предполагающие возможность избежать некоторые отрицательные стороны «зависимого развития».

## История возникновения

### Развитие теории
Теория зависимости берёт своё начало в 1949 г. в публикациях Ханса Зингера и Рауля Пребиша. Эти авторы утверждали, что баланс внешней торговли слаборазвитых стран по отношению к развитым с течением времени только ухудшался, так, что они покупали всё меньше и меньше промышленных товаров, произведённых развитыми державами, в обмен на свои полезные ископаемые. Эти идеи, стали известны как «Гипотеза Пребиша—Зингера». Пребиш, аргентинский экономист, секретарь Экономической комиссии по Латинской Америке при ООН (ЭКЛАК), предложил объяснение причин отсталости слаборазвитых стран в рамках теоретической модели «центра — периферии», доказывая выкачивание через механизмы международной торговли существенной части доходов «периферии» со стороны развитых держав. Он пришёл к выводу, что неразвитым государствам, если они хотят вырваться из состояния зависимости, стоит в большей степени использовать политику протекционизма, полагая, что импортозамещающая индустриализация, а не экспортоориентированная, является оптимальной стратегией для самостоятельного развития. В дальнейшем, указывая на специфику экономической ситуации в латиноамериканских странах, чей капитализм, как считал Пребиш, значительно отличается от капитализма «центра», он утверждал необходимость более радикальных преобразований. Высказанные им положения далее активно разрабатывалась, как в развитии обоих направлений теории зависимости и особенно коллегами Пребиша из ЭКЛАК, продолживших его структуралистский подход, так и оказали прямое влияние на создание мир-системного анализа.
В работе Пола Барана «Политэкономия роста», опубликованной в 1957 г., был озвучен марксистский подход теории зависимости. В центральной части своей работы Баран акцентируется на механизмах капиталистической системы, которые осуществляют перекачку финансов и ресурсов со стороны монополистического капитала. Как считает Баран, при капитализме образуется два сектора в международной экономике, один из которых — высокоразвитые страны, эксплуатируют другой сектор, состоящий из слаборазвитых. Отсталость последних является естественным следствием той ситуации, когда, в результате технологического доминирования и монополизации рынков, иностранный капитал ограничивает возможные преимущества слаборазвитых стран от индустриализации, обрекая их на зависимость от импорта промышленных товаров развитых стран. В свою очередь, переход самих слаборазвитых стран на стадию монополистического капитализма и зависимость класса национальных капиталистов от иностранных закрепляет внутренние причины стагнации. Вместе со своими последователями, продолжившими развитие марксистского течения, Баран полагал, что лишь социальная революция способна коренным образом изменить положение слаборазвитых государств.

#### Истоки и предшественники
Теория зависимости может проследить своё интеллектуальное наследие к продолжительным дебатам о свободной торговле, различным формам протекционизма, экономического национализма, а также проблемам империализма и колониализма. Ранние предпосылки теории зависимости можно найти у Фридриха Листа.
Фридрих Лист, на примере Германии XIX века, утверждал, что свободный рынок в условиях догоняющего развития консервирует отсталость и закрепляет преимущества развитых держав. Для защиты экономического суверенитета, в период конкуренции на внутреннем рынке с более сильными иностранными производителями, он отстаивал необходимость государственного вмешательства для поддержки отечественной промышленности, формирования временных протекционистских барьеров и таможенного объединения дружественных стран в рамках единого экономического пространства, пока развитие национальной индустрии не достигнет уровня достаточного для взаимовыгодной свободной торговли. Концепция Ф. Листа была с успехом применена в Германском таможенном союзе.
В свою очередь Джон Гобсон, автор одной из классических теорий капиталистического империализма, предложил немарксистское объяснение тем факторам, которые приводят к захвату колоний. В своих трудах «Эволюция современного капитализма» (1894) и «Империализм: исследование» (1902) он доказывает, что концентрация промышленных монополий, возрастающая роль банков, низкая покупательная способность населения и отсутствие справедливого распределения богатств внутри метрополий стимулируют внешнюю экспансию со стороны национальных правительств великих держав, чьи действия определяются интересами финансовых магнатов «к политической аннексии тех стран, где находятся их наиболее спекулятивные вложения», тем самым связывая происхождение империализма с недопотреблением и излишками доходов паразитического класса финансовых капиталистов в собственном отечестве.
Представитель австромарксизма и социал-демократ Р. Гильфердинг в своей книге «Финансовый капитал» обосновывал, что экспансия империализма и колониальный захват, характеризуемые стремлением расширить получение прибыли и поле своей деятельности за счет иностранных территорий, обусловлены деятельностью финансового капитала, представляющего собой результат слияния и форму господства банков над промышленными монополиями, которые находится в зависимости от кредитов для финансирования производства и экспортирования капитала за рубеж.
Теория зависимости также по многим пунктам совпадает с теориями империализма Розы Люксембург и В. И. Ленина, концепции «смешанного и неравномерного развития» Л. Троцкого и привлекает внимание многих современных марксистов. Как считают некоторые исследователи, зависимость формировалась с промышленной революцией и расширением европейского могущества по всему миру вследствие военного и экономического превосходства. Считается, что до этого эксплуатация носила внутренний характер; был ряд главных экономических центров, которые преобладали над остальной частью страны (как Южная Англия и Северные Штаты). Развитие в XIX веке мировой торговли сделало капитализм глобальной системой. Разрыв между бедными и богатыми странами увеличился. Сверхприбыль, извлекаемая из колоний, была направлена на социальную стабилизацию внутри метрополии, успокоение «опасных классов», что позволило предотвратить народные революции в странах центра.
Латиноамериканский революционер Эрнесто Че Гевара также высказывал положения, схожие с теорией зависимости:

Приток капитала из развитых стран на периферию является предпосылкой установления экономической зависимости. Этот приток принимает различные формы: предоставление займов на невыгодных условиях; инвестиции, которые подчиняют страну инвестору; почти что абсолютное технологическое подчинение развивающихся стран развитым; контроль внешней торговли страны международными монополиями; и, в крайних случаях, использование военной силы для поддержания эксплуатации.— Che Guevara at the plenary session of the United Nations Conference on Trade and Development in Geneva

## Представления о зависимости

### Авторы различных направлений теории зависимости
Среди крупных исследователей, непосредственно относящихся к теории зависимости, можно назвать Уолдена Белло, Уолтера Родни, Освальдо Сункеля и др. Многие из авторов делали свои выводы, основываясь на, преимущественно, материале Латинской Америки. Так, Руй Мауро Марини выдвинул концепцию «сверхэксплуатации» трудящихся масс, Теотониус дус Сантус и Ваня Бамбирра писали о «новой зависимости», сосредоточив внимание как на внутренних, так и внешних аспектах зависимости стран периферии.
Ф. Кардозу выделил ряд основных положений теории зависимости:
1. Центр осуществляет технологическую и финансовую интервенцию в страны периферии.
2. Это приводит к созданию нестабильной экономической системы как внутри периферийных стран, так и в отношениях между ними и центром.
3. Это ограничивает самостоятельный рост на периферии.
4. Формируется определённая классовая структура.
5. Это требует усиления роли государства, способного поддержать экономическое и политическое функционирование общества, содержащего очаги нестабильности.

Также можно обратить внимание на ряд основных положений теории зависимости у Самир Амина, египетского экономиста, наиболее крупного исследователя исламского мира:
- Деградация сельского хозяйства и мелкой промышленности характерны этапу после иностранного доминирования и колониализма.
- Неравное международное разделение труда ведёт к сосредоточению усилий зависимых стран в экспортоориентированном сельском хозяйстве и/или добыче полезных ископаемых. Частичная индустриализация на периферии возможна при условии низкой заработной платы, которая совместно с растущей производительностью труда приводит к усилению зависимости.
- Эти структуры определяют, в конечном итоге, быстро растущий третичный сектор со скрытой безработицей и возрастающей ролью аренды во всей системе социально-экономических отношений.
- Хронический дефицит платёжного баланса (сальдо текущего счёта), реэкспортированная прибыль в иностранные инвестиции и неполные бизнес-циклы на периферии обеспечивают центр рынками в периоды роста мировой экономики.
- Структурная неустойчивость социальной и политической системы, также — сильный компрадорский элемент и возрастающее значение государственного капитализма и слоя госслужащих.

В свою очередь, американский исследователь И. Валлерстайн, использовав теоретические построения Андре Гундер Франка и других исследователей, заострил марксистский элемент концепции и назвал новую теорию мир-системным анализом. Сформировавшаяся теория мир-системного анализа включала в себя концепцию зависимости. Она ввела третью категорию стран — полупериферию, нечто среднее между периферией и ядром. Полупериферия достаточно развита в промышленном отношении, но не обладает такими технологиями как ядро и совершенно несамостоятельна финансово. Капитализм как в центре, так и на периферии подвержен сильным циклическим колебаниями. То, что иногда принимается за долгосрочный рост, на самом деле оказывается всплеском после длительной депрессии. Подъём и усиление одной группы стран полупериферии и периферии может происходить — например, за счёт других, однако в целом основанная на неравенстве структура мировой экономики остаётся неизменной.

#### Ученые, близкие к идеям теории зависимости
В неявной форме идеи теории зависимости в разной степени представлены у Франсуа Перру и Гуннара Мюрдаля. Так, Мюрдаль, подчеркивая в работе «Азиатская драма: исследование бедности народов» внутренние причины бедности Третьего мира, как наличие архаичных институтов и воззрений, в своей книге «Мировая экономика. Проблемы и перспективы» также полагает уместным переносить классовые различия на международный уровень, идентифицируя бедные страны и народы в качестве «пролетариата», экономическое развитие которого затруднено из-за политики развитых держав. В свою очередь некоторые ученые, как В. Джордж, открещиваясь от принадлежности к теории зависимости тем не менее выражали в своих работах схожие представления:

«В конечном счете, последствия разнообразных сложных взаимоотношений между развитыми и развивающимися странам являются фактором, усугубляющим существующее в мире неравенство. Этими взаимоотношениями, а не внутренними причинами объясняется в первую очередь бедность третьего мира».— George V. Wealth, Poverty and Starvation: An International Perspective.

#### Разрыв «зависимости»
Существуют противоречивые позиции среди различных исследователей и экономистов по поводу анализа границ «зависимого развития» и тому, какие стратегии необходимы развивающимся странам, чтобы избежать негативных последствий. Такая дискуссия, как отмечает американский экономист Гэри Джереффи, вызвана дебатами относительно выявления приоритета экономических, социальных, политических или культурных факторов и соответствующем идеологическом противостоянии между марксистскими, либеральными и консервативными интерпретациями.
Многие из сторонников теории, которые полагают, что капиталистическое развитие ведет к усугублению «зависимости» считают социальную революцию эффективным средством ликвидации неравенства в мировой экономической системе. Остальные теоретики зависимости, отмечая в той или иной мере стагнационный характер иностранного капитала и свободной торговли на развитие периферии, видят моделью для подражания новые индустриальные страны в 1970—1980-е гг. и те меры, которые были ими предприняты, как основу для развития:
- Индустриализация, построенная на импортозамещении для уменьшения зависимости от зарубежных товаров, которые могут быть произведены в самой стране.
- Необходимость государственного вмешательства в рыночную экономику, субсидирование национальной промышленности и содействие отечественному бизнесу.
- Национализация или перевод контрольного пакета активов иностранных компаний в собственность государства, чтобы сохранить прибыль внутри страны.
- Проведение суверенной эмиссионной политики, ограничение деятельности финансовых институтов и принятие мер налогообложения на банковские транзакции.

По мнению представителей марксистского течения, указывающих на неспособность стран периферии генерировать собственную динамику технического прогресса, долговой кризис стран третьего мира в 1980—1990-х годах и перманентная зависимость от других внешних факторов поставила под сомнение такое направление в рамках концепции «разрыва зависимого развития».
Латинский экономист Матиас Верненго, в свою очередь, считает, что причиной долгового кризиса явилась неспособность периферийных стран проводить операции в собственной валюте на международных рынках. Как полагает Верненго, конец Бреттон-Вудских международных финансовых соглашений в начале 1970-х годов значительно усилил гегемонистическое положение Соединенных Штатов, сняв ограничения на их финансовые действия, поскольку именно Федеральная резервная система США управляет международной резервной валютой — долларом США.
Марксист Самир Амин главным тормозом развивающихся стран считает слабую конкурентоспособность, в особенности в борьбе за инвестиции. Добиться выхода, по его мнению, можно лишь за счет большей или меньшей автономии от мировых центров. Сам Амин называет это термином «déconnexion», что можно перевести как отключение, разрыв. В качестве примера он берет — СССР, отгородившуюся от капиталистической мир-системы железным занавесом. Другим примером является Южная Корея, где не было такого всеподавляющего влияния государственной собственности, но крупные корпорации, т. н. «чеболи», сыграли ту же роль, что и государство в СССР.
Исследования зависимости, сосредоточенные на межотраслевых отношениях в экономике страны и внешних рынков, рассматривали позитивные взаимодействия между государством, национальным бизнесом и международными корпорациями в процессе совместного участия и определения ими путей развития страны в некоторых динамичных секторах производства, как возможный договорной подход, определяющий стратегию национального развития.

## Критики теории зависимости
Критики теории зависимости утверждают, что она недооценивает фактор местных политических элит, которые, установив авторитарный режим, стремятся сохранить статус-кво, не стремятся к демократическим преобразованиям. Эти критические замечания в основном указывают на роль, которую играет коррупция в ограничении конкуренции и складывании монополистических отношений между субъектами рынка. Коррупция мешает формированию гражданского общества, без которого невозможна защита прав частной собственности. Она отпугивает инвесторов и ухудшает условия для развития малого и среднего бизнеса. Отсутствие культуры конкуренции является одним из культурных барьеров для экономического развития. Кроме того, данные теории зависимости противоречат, по мнению некоторых критиков, экономическому подъёму четырёх азиатских тигров — Южной Кореи, Сингапура, Гонконга и Тайваня.